# Pilar Roldán
María del Pilar Roldán Tapia (* 18. November 1939 in Mexiko-Stadt) ist eine ehemalige mexikanische Fechterin. Sie war die erste mexikanische Medaillengewinnerin bei Olympischen Spielen.
Pilar Roldán focht mit dem Florett. Sie hatte ihr olympisches Debüt bei den Olympischen Sommerspielen 1956 in Melbourne. Dort belegte sie Platz 6 im Einzel. Bei den Panamerikanischen Spielen 1959 in Chicago gewann Roldán die Goldmedaille. Im folgenden Jahr erreichte sie bei den Olympischen Sommerspielen 1960 in Rom den siebten Platz. 1967 gewann sie bei den Panamerikanischen Spielen 1967 im kanadischen Winnipeg erneut Gold. Im folgenden Jahr trat sie bei den Olympischen Sommerspielen 1968 in ihrer Heimatstadt im Einzel und mit der Mannschaft an. Mit der Mannschaft erreichte sie den siebten Platz. Im Einzel gewann sie hinter Jelena Nowikowa aus der Sowjetunion die Silbermedaille. Es war die einzige Fechtmedaille in Mexiko-Stadt, die nicht an einen europäischen Teilnehmer ging. Pilar Roldán gewann zudem die erste Fechtmedaille bei Olympia für Mexiko und war die erste mexikanische Olympiamedaillengewinnerin.